# The Manhattan Transfer/Diskografie
Diese Diskografie ist eine Übersicht über die musikalischen Werke der US-amerikanischen Vokalgruppe The Manhattan Transfer. Den Schallplattenauszeichnungen zufolge hat sie bisher mehr als 2,4 Millionen Tonträger verkauft, davon alleine in ihrer Heimat über 1,5 Millionen. Ihre erfolgreichste Veröffentlichung ist die Kompilation The Best of The Manhattan Transfer mit über einer Million verkauften Einheiten.

## Alben

### Studioalben
| Jahr | Titel Musiklabel                     | Höchstplatzierung, Gesamtwochen, AuszeichnungChartplatzierungen (Jahr, Titel, Musiklabel, Platzierungen, Wochen, Auszeichnungen, Anmerkungen) | Höchstplatzierung, Gesamtwochen, AuszeichnungChartplatzierungen (Jahr, Titel, Musiklabel, Platzierungen, Wochen, Auszeichnungen, Anmerkungen) | Höchstplatzierung, Gesamtwochen, AuszeichnungChartplatzierungen (Jahr, Titel, Musiklabel, Platzierungen, Wochen, Auszeichnungen, Anmerkungen) | Höchstplatzierung, Gesamtwochen, AuszeichnungChartplatzierungen (Jahr, Titel, Musiklabel, Platzierungen, Wochen, Auszeichnungen, Anmerkungen) | Höchstplatzierung, Gesamtwochen, AuszeichnungChartplatzierungen (Jahr, Titel, Musiklabel, Platzierungen, Wochen, Auszeichnungen, Anmerkungen) | Höchstplatzierung, Gesamtwochen, AuszeichnungChartplatzierungen (Jahr, Titel, Musiklabel, Platzierungen, Wochen, Auszeichnungen, Anmerkungen) | Anmerkungen |
| Jahr | Titel Musiklabel                     | DE | AT | CH | UK | US | R&B | Anmerkungen |
| ---- | ------------------------------------ | --- | --- | --- | --- | --- | --- | --- |
| 1975 | The Manhattan Transfer Atlantic      | — | — | — | UK49 Gold · (7 Wo.)UK | US33 Gold · (38 Wo.)US | — | Charteintritt in UK erst im März 1977 Produzenten: Ahmet Ertegün, Tim Hauser                                                                                            |
| 1976 | Coming Out Atlantic                  | DE47 (2 Wo.)DE | — | — | UK12 (20 Wo.)UK | US48 (9 Wo.)US | — | Charteintritt in Europa erst 1977 Produzenten: Richard Perry, Tim Hauser                                                                                                |
| 1978 | Pastiche Atlantic                    | — | AT22 (4 Wo.)AT | — | UK10 Gold · (34 Wo.)UK | US66 (10 Wo.)US | — | Produzenten: Tim Hauser, Andy Muson |
| 1978 | Live Atlantic                        | — | — | — | UK4 Platin · (17 Wo.)UK | — | — | aufgenommen in Manchester, Bristol und Hammersmith Odeon London im April/Mai 1978 Produzent: Tim Hauser, Remix: Olympic Studios                                         |
| 1979 | Extensions Atlantic                  | — | — | — | UK63 (3 Wo.)UK | US55 (37 Wo.)US | — | aufgenommen im Dawnbreaker Studio, San Fernando Produzent: Jay Graydon                                                                                                  |
| 1981 | Mecca for Moderns Atlantic           | — | — | — | — | US22 (27 Wo.)US | — | aufgenommen im Dawnbreaker Studio, San Fernando Produzent: Jay Graydon                                                                                                  |
| 1983 | Bodies and Souls Atlantic            | — | — | — | UK53 (4 Wo.)UK | US52 (27 Wo.)US | R&B38 (13 Wo.)R&B | Produzenten: Richard Rudolph, The Manhattan Transfer |
| 1984 | Bop Doo-Wop Atlantic                 | — | — | — | — | US127 (11 Wo.)US | — | Livealbum Produzenten: Richard Perry, Tim Hauser |
| 1985 | Vocalese Atlantic                    | — | — | — | — | US74 (40 Wo.)US | — | Produzent: Tim Hauser |
| 1987 | The Manhattan Transfer Live Atlantic | — | — | — | — | US187 (3 Wo.)US | — | aufgenommen im Nakano Sun Plaza Hotel, Tokio am 20./21. Februar 1986, Produzent: Tim Hauser                                                                             |
| 1987 | Brasil Atlantic                      | DE38 (10 Wo.)DE | — | — | — | US96 (19 Wo.)US | — | Produzent: Tim Hauser |
| 1991 | The Offbeat of Avenues Columbia      | — | AT30 (3 Wo.)AT | — | — | US179 (2 Wo.)US | — | feat. Jeff Porcaro, Mark Isham Produzent: Tim Hauser |
| 1992 | The Christmas Album Columbia         | — | — | — | — | US120 (4 Wo.)US | — | feat. Tony Bennett Produzenten: Johnny Mandel, Tim Hauser |
| 1995 | Tonin’ Atlantic                      | — | — | — | — | US123 (6 Wo.)US | — | mit Frankie Valli, Felix Cavaliere, Bette Midler, Laura Nyro, Smokey Robinson, Phil Collins, Chaka Khan, Ben E. King, Ruth Brown und B. B. King, Produzent: Arif Mardin |

grau schraffiert: keine Chartdaten aus diesem Jahr verfügbar
Weitere Alben
| - 1971: Jukin’ (mit Gene Pistilli; Capitol) - 1984: Man-Tora!: Live in Tokyo (aufgenommen am 22./23. November 1983; Rhino) - 1994: The Manhattan Transfer Meets Tubby the Tuba (mit The Naples Philharmonic und Tommy Johnson; Summit Records) - 1997: Swing (Atlantic) - 2000: The Spirit of St. Louis (Atlantic) - 2003: Got Swing! (Erich Kunzel und Cincinnati Pops Orchestra mit The Manhattan Transfer, John Pizzarelli und Janis Siegel; Telarc Surround) | - 2003: Couldn’t Be Hotter (Telarc) - 2004: Vibrate (Telarc Jazz) - 2004: An Acapella Christmas (Rhino) - 2006: The Symphony Sessions (aufgenommen 3. bis 7. März 2006; King) - 2009: The Chick Corea Songbook (4Q) - 2018: The Junction (BMG) - 2022: Fifty (mit dem WDR Funkhausorchester) |

### Kompilationen
| Jahr | Titel                                   | Höchstplatzierung, Gesamtwochen, AuszeichnungChartplatzierungen (Jahr, Titel, Platzierungen, Wochen, Auszeichnungen, Anmerkungen) | Höchstplatzierung, Gesamtwochen, AuszeichnungChartplatzierungen (Jahr, Titel, Platzierungen, Wochen, Auszeichnungen, Anmerkungen) | Höchstplatzierung, Gesamtwochen, AuszeichnungChartplatzierungen (Jahr, Titel, Platzierungen, Wochen, Auszeichnungen, Anmerkungen) | Höchstplatzierung, Gesamtwochen, AuszeichnungChartplatzierungen (Jahr, Titel, Platzierungen, Wochen, Auszeichnungen, Anmerkungen) | Höchstplatzierung, Gesamtwochen, AuszeichnungChartplatzierungen (Jahr, Titel, Platzierungen, Wochen, Auszeichnungen, Anmerkungen) | Höchstplatzierung, Gesamtwochen, AuszeichnungChartplatzierungen (Jahr, Titel, Platzierungen, Wochen, Auszeichnungen, Anmerkungen) | Anmerkungen |
| Jahr | Titel                                   | DE | AT | CH | UK | US | R&B | Anmerkungen |
| ---- | --------------------------------------- | --- | --- | --- | --- | --- | --- | ----------- |
| 1982 | The Best of The Manhattan Transfer      | — | — | — | — | US103 Platin · (11 Wo.)US | — |             |
| 1995 | The Very Best of The Manhattan Transfer | — | — | — | — | US157 (1 Wo.)US | — |             |

grau schraffiert: keine Chartdaten aus diesem Jahr verfügbar
Weitere Kompilationen
| - 1972: A Touch of Class - 1982: Close Harmony (2 LPs) - 1988: The Best Of - 1992: The Manhattan Transfer Anthology – Down in Birdland - 1997: Boy from New York City & Other Hits - 2006: The Definitive Pop Collection | - 2006: Rhino Hi-Five: The Manhattan Transfer - 2007: Platinum Collection - 2008: Only the Best of The Manhattan Transfer - 2009: Original Album Series (Box mit 5 CDs) - 2011: Chanson d’amour – The Very Best of The Manhattan Transfer |

## Singles
| Jahr | Titel Album                                                | Höchstplatzierung, Gesamtwochen, AuszeichnungChartplatzierungen (Jahr, Titel, Album, Platzierungen, Wochen, Auszeichnungen, Anmerkungen) | Höchstplatzierung, Gesamtwochen, AuszeichnungChartplatzierungen (Jahr, Titel, Album, Platzierungen, Wochen, Auszeichnungen, Anmerkungen) | Höchstplatzierung, Gesamtwochen, AuszeichnungChartplatzierungen (Jahr, Titel, Album, Platzierungen, Wochen, Auszeichnungen, Anmerkungen) | Höchstplatzierung, Gesamtwochen, AuszeichnungChartplatzierungen (Jahr, Titel, Album, Platzierungen, Wochen, Auszeichnungen, Anmerkungen) | Höchstplatzierung, Gesamtwochen, AuszeichnungChartplatzierungen (Jahr, Titel, Album, Platzierungen, Wochen, Auszeichnungen, Anmerkungen) | Höchstplatzierung, Gesamtwochen, AuszeichnungChartplatzierungen (Jahr, Titel, Album, Platzierungen, Wochen, Auszeichnungen, Anmerkungen) | Höchstplatzierung, Gesamtwochen, AuszeichnungChartplatzierungen (Jahr, Titel, Album, Platzierungen, Wochen, Auszeichnungen, Anmerkungen) | Anmerkungen |
| Jahr | Titel Album                                                | DE | AT | CH | UK | US | R&B | Dance | Anmerkungen |
| ---- | ---------------------------------------------------------- | --- | --- | --- | --- | --- | --- | --- | --- |
| 1975 | Operator The Manhattan Transfer                            | — | — | — | — | US22 (12 Wo.)US | — | — | B-Seite: Tuxedo Junction Original: The Friendly Brothers, 1959                                                      |
| 1976 | Tuxedo Junction The Manhattan Transfer                     | — | — | — | UK24 (6 Wo.)UK | — | — | — | B-Seite: Operator Original: Erskine Hawkins & His Orchestra, 1939                                                   |
| 1977 | Chanson d’Amour Coming Out                                 | DE20 (13 Wo.)DE | — | CH6 (9 Wo.)CH | UK1 Gold · (13 Wo.)UK | — | — | — | Autor: Wayne Shanklin Original: Art & Dottie Todd, 1958                                                             |
| 1977 | Don’t Let Go Coming Out                                    | — | — | — | UK32 (6 Wo.)UK | — | — | — | Autor: Jesse Stone Original: Roy Hamilton, 1957                                                                     |
| 1978 | Walk in Love Pastiche                                      | — | — | — | UK12 (12 Wo.)UK | — | — | — | Autoren: David Batteau, Steven Schaeffer Original: David Batteau, 1976                                              |
| 1978 | On a Little Street in Singapore Pastiche                   | — | — | — | UK20 (9 Wo.)UK | — | — | — | Autoren: Billy Hill, Steven Schaeffer Original: Frank Sinatra & Harry James Orchestra, 1939                         |
| 1978 | Where Did Our Love Go / Je voulais te dire Pastiche        | — | — | — | UK40 (4 Wo.)UK | — | — | — | Autoren: Holland–Dozier–Holland / Michel Jonasz, Pierre Grosz Originale: The Supremes, 1964 / Michel Jonasz, 1976   |
| 1978 | Who, What, When, Where, Why Pastiche                       | — | — | — | UK49 (6 Wo.)UK | — | — | — | Autor: Scott Edwards                                                                                                |
| 1980 | Twilight Zone – Twilight Tone Extensions                   | — | — | — | UK25 (8 Wo.)UK | US30 (12 Wo.)US | — | Dance4 (25 Wo.)Dance | Autoren: Bernard Hermann / Jay Graydon                                                                              |
| 1980 | Trickle Trickle Extensions                                 | — | — | — | — | US73 (8 Wo.)US | — | — | Autor: Clarence Bassett                                                                                             |
| 1981 | Boy from New York City Mecca for Moderns                   | — | — | CH3 (9 Wo.)CH | — | US7 (21 Wo.)US | — | Dance30 (11 Wo.)Dance | Autoren: George Davis, John Taylor Original: Cannibal & the Headhunters, 1965                                       |
| 1982 | Route 66 Bop Doo-Wopp                                      | — | — | — | — | US78 (5 Wo.)US | — | — | vom Soundtrack des Films Sharky und seine Profis Autor: Robert William Troup Jr. Original: The King Cole Trio, 1946 |
| 1983 | Spice of Life Bodies and Souls                             | — | — | — | UK19 (8 Wo.)UK | US40 (13 Wo.)US | R&B32 (11 Wo.)R&B | Dance29 (9 Wo.)Dance | Autoren: Derek Bramble, Rod Temperton                                                                               |
| 1984 | Mystery Bodies and Souls                                   | — | — | — | — | — | R&B80 (5 Wo.)R&B | — | Altsaxophon: Ernie Watts Autor: Rod Temperton                                                                       |
| 1984 | Baby Come Back to Me (The Morse Code of Love) Bop Doo-Wopp | — | — | — | — | US83 (3 Wo.)US | — | — | Autor: Nick Santamaria Original: The Capris, 1982                                                                   |

Weitere Singles
| - 1970: Rosianna (mit Gene Pistilli) - 1971: Winterlude (mit Gene Pistilli) - 1975: Java Jive - 1975: Clap Your Hands - 1976: Blue Champagne - 1976: Cuentame (The Speak Up Mambo) - 1976: Helpless - 1977: Gloria - 1978: Live Medley - 1978: Ich küsse ihre Hand, Madame (I Kiss Your Hand, Madam) - 1979: Birdland | - 1980: Nothin’ You Can Do About It - 1980: Coo Coo U - 1981: Smile Again - 1981: (Wanted) Dead or Alive - 1981: Spies in the Night - 1983: American Pop (feat. Frankie Valli) - 1983: This Independence - 1985: Ray’s Rockhouse - 1987: Soul Food to Go - 1988: The Zoo Blues (Dance Mix) |

## Videoalben
- 1982: In Concert
- 1985: In Vocalese
- 1987: Vocalese Live 1986
- 1988: The Singles 1
- 1991: Vocalese
- 2006: The Christmas Concert

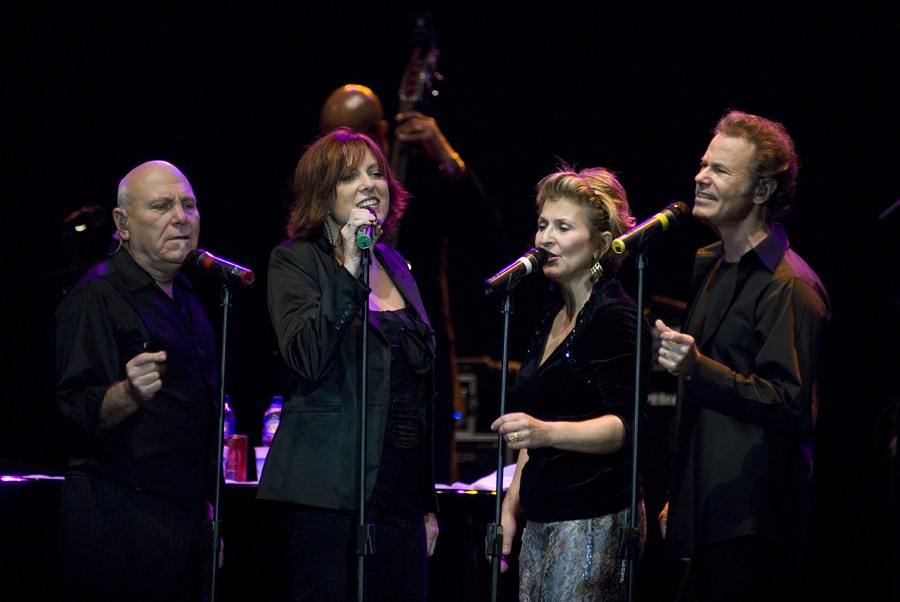
The Manhattan Transfer (2008)

- 2008: Christmas with Manhattan Transfer

## Statistik

### Chartauswertung
|                     | DE    | AT    | CH    | UK    | US     | R&B     |
| ------------------- | ----- | ----- | ----- | ----- | ------ | ------- |
| Nummer-eins-Alben   | DE—DE | AT—AT | CH—CH | UK—UK | US—US  | R&B—R&B |
| Top-10-Alben        | DE—DE | AT—AT | CH—CH | UK2UK | US—US  | R&B—R&B |
| Alben in den Charts | DE2DE | AT2AT | CH—CH | UK6UK | US15US | R&B1R&B |

|                       | DE    | AT    | CH    | UK    | US    | R&B     | Dance       |
| --------------------- | ----- | ----- | ----- | ----- | ----- | ------- | ----------- |
| Nummer-eins-Singles   | DE—DE | AT—AT | CH—CH | UK1UK | US—US | R&B—R&B | Dance—Dance |
| Top-10-Singles        | DE—DE | AT—AT | CH2CH | UK1UK | US1US | R&B—R&B | Dance1Dance |
| Singles in den Charts | DE1DE | AT—AT | CH2CH | UK9UK | US7US | R&B2R&B | Dance3Dance |

### Auszeichnungen für Musikverkäufe
| Platin-Schallplatte - Australien - 1982: für das Album The Best of The Manhattan Transfer - Neuseeland - 2013: für das Album The Best of The Manhattan Transfer |

Anmerkung: Auszeichnungen in Ländern aus den Charttabellen bzw. Chartboxen sind in ebendiesen zu finden.
| Land/RegionAuszeichnungen für Musikverkäufe (Land/Region, Auszeichnungen, Verkäufe, Quellen) | Gold     | Platin     | Verkäufe  | Quellen                   |
| -------------------------------------------------------------------------------------------- | -------- | ---------- | --------- | ------------------------- |
| Australien (ARIA)                                                                            | —        | Platin1    | 50.000    | Einzelnachweise           |
| Neuseeland (RMNZ)                                                                            | —        | Platin1    | 15.000    | aotearoamusiccharts.co.nz |
| Vereinigte Staaten (RIAA)                                                                    | Gold1    | Platin1    | 1.500.000 | riaa.com                  |
| Vereinigtes Königreich (BPI)                                                                 | 3× Gold3 | Platin1    | 900.000   | bpi.co.uk                 |
| Insgesamt                                                                                    | 4× Gold4 | 4× Platin4 |           |                           |